# Neufchâtel-sur-Aisne (tổng)
Tổng Neufchâtel-sur-Aisne là một tổng ở tỉnh Aisne trong vùng Hauts-de-France.

## Địa lý
Tổng này được tổ chức xung quanh Neufchâtel-sur-Aisne thuộc quận Laon. Độ cao thay đổi từ 45 m (Concevreux) đến 206 m (Concevreux) với độ cao trung bình 79 m.

## Các đơn vị cấp dưới
Tổng Neufchâtel-sur-Aisne gồm 28 xã với dân số là 9 085 người (điều tra năm 1999, dân số không tính trùng)
| Xã                              | Dân số | Mã bưu chính | Mã insee |
| ------------------------------- | ------ | ------------ | -------- |
| Aguilcourt                      | 359    | 2190         | 02005    |
| Amifontaine                     | 387    | 2190         | 02013    |
| Berry-au-Bac                    | 528    | 2190         | 02073    |
| Bertricourt                     | 70     | 2190         | 02076    |
| Bouffignereux                   | 110    | 2160         | 02104    |
| Chaudardes                      | 82     | 2160         | 02171    |
| Concevreux                      | 201    | 2160         | 02208    |
| Condé-sur-Suippe                | 260    | 2190         | 02211    |
| Évergnicourt                    | 549    | 2190         | 02299    |
| Gernicourt                      | 55     | 2160         | 02344    |
| Guignicourt                     | 2 203  | 2190         | 02360    |
| Guyencourt                      | 224    | 2160         | 02364    |
| Juvincourt-et-Damary            | 370    | 2190         | 02399    |
| Lor                             | 122    | 2190         | 02440    |
| Maizy                           | 353    | 2160         | 02453    |
| La Malmaison                    | 363    | 2190         | 02454    |
| Menneville                      | 275    | 2190         | 02475    |
| Meurival                        | 60     | 2160         | 02482    |
| Muscourt                        | 36     | 2160         | 02534    |
| Neufchâtel-sur-Aisne            | 492    | 2190         | 02541    |
| Orainville                      | 339    | 2190         | 02572    |
| Pignicourt                      | 136    | 2190         | 02601    |
| Pontavert                       | 444    | 2160         | 02613    |
| Prouvais                        | 391    | 2190         | 02626    |
| Proviseux-et-Plesnoy            | 102    | 2190         | 02627    |
| Roucy                           | 329    | 2160         | 02656    |
| Variscourt                      | 109    | 2190         | 02761    |
| La Ville-aux-Bois-lès-Pontavert | 136    | 2160         | 02803    |

## Biến động dân số
| 1962                                                     | 1968  | 1975  | 1982  | 1990  | 1999  |
| -------------------------------------------------------- | ----- | ----- | ----- | ----- | ----- |
| 6 796                                                    | 7 482 | 7 673 | 7 853 | 8 574 | 9 085 |
| Nombre retenu à partir de 1962 : dân số không tính trùng |       |       |       |       |       |